# سار میکرونزی
سار میکرونزی (نام علمی: Aplonis opaca) نام یک گونه از تیره سار است.